# МАШtv
«МАШtv» — український студентський Інтернет-телеканал, що функціонує на базі ВСП Машинобудівний фаховий коледж Сумського державного університету.

## Історія
Телеканал створено студентами ВСП «МФК СумДУ» 2018 року як студентське телебачення. Нині телеканал має широку програмну сітку, прем'єри якої публікує на «YouTube».

## Логотип
- З 1 квітня по 31 липня 2022 року логотипом були три білі стилізовані літери «м», «а» і «ш». Час від часу під логотипом з'являвся слоган телеканалу «З нами круто!». Під час реклами слоган за його наявності зникав.
- З 1 серпня 2022 року використовується той самий у 3D-вигляді.
- З 1 січня 2023 року використовується той самий у 2D-вигляді.

## Мовна політика
Мова контенту телеканалу ― українська. Після повномасштабного вторгнення РФ в Україну, редколегія остаточно визначилася щодо мовного питання продукту, який випускає. До цього телеканал випускав деякі програми, матеріали, реаліті-шоу та серіали російською мовою.

## Команда
Командою «МАШtv» є редколегія телеканалу. Станом на 2023 рік до її складу входять:
- Мирослав Деревянко (керівник)
- Наталія Пономаренко (головна редакторка)
- Артем Гриценко (рекламний менеджер)
- Лілія Батраченко (адміністраторка продакшну)
- Богдана Хмаренко (кастинг-менеджер)
- Євгеній Власенко (голос каналу)
- Роман Пономаренко (графічний дизайнер)
- Ольга Ларіонова (ведуча)
- Дар'я Власенко (ведуча)
- Єлизавета Шиян (ведуча)
- Ірина Іванова (ведуча)
- Діана Єфіменко (ведуча)
- Ольга Корінченко (ведуча)
- Анастасія Страшок (ведуча)
- Софія Бондаренко (журналістка)
- Олександра Фотіна (журналістка)
- Олександра Линник (журналістка)

## Програми
- Новини. Головне
- Наші всюди[4]
- Мовні баталії
- Телегороскоп

### Архівні програми
- Слово випускникам
- Танцюй зі мною!
- English4ever
- About
- ІнстаМАШ
- MusicМАШ

## Спеціальні проєкти
- Student Charity Concert
- Мультимедійний словник з інфомедійної грамотності
- Відомі невідомі Суми
- СоняСашаTravel

## Фільми та серіали
- Коледж
- Залік з кохання
- Любов по-сусідськи

### Архівні фільми та серіали
- Дівчата
- Коледж. Новорічна пригода

## Досягнення та нагороди
Телеканал «МАШtv» посів друге місце у студентській конференції «Перший крок у науку», яку щорічно проводить Наукове товариство студентів (слухачів), аспірантів, докторантів і молодих учених СумДУ з доповіддю «Особливості студентського телебачення: особливості функціонування МашTV».